# 神秘喷射机
'神秘喷射机'是一个来自英国的独立摇滚乐团，主要成员有布莱恩·哈里森（人声、键盘、吉他）、卡皮尔·特里维迪（Kapil Trivedi，鼓）、杰克·弗拉纳根（Jack Flanagan，贝斯）、亨利·哈里森（Henry Harrison）四人。

## 乐队经历

### 建立以及早期活动（2003年）
乐队创建初期，人员组成包括布莱恩·哈里森（Blaine Harrison，鼓）、威廉·里斯（William Rees，吉他）、亨利·哈里森（布莱恩的父亲，司职贝斯）。随后凯·菲什（Kai Fish）与塔玛拉·皮尔斯-希金斯（Tamara Pearce-Higgins）加盟，之后布莱恩转职为吉他手，乐队最初起名为“苦痛喷射机”，来自于当地报纸头条的一个标题。而之所以最终乐队的名字变为神秘喷射机，原因在于布莱恩在定制乐器时，错误的将痛苦（misery）错念成了神秘（mystery），并且后者最终被印在了鼓面上。
这一时期乐队在来自Aswad (band)的制作人尼克·塞克（Nick Sykes）的帮助下录制了同名EP。当时乐队所在地Eel Pie岛发生了火灾意外，一行人最终在亨利自建的舢板棚中完成了训练。随后塔玛拉离开了乐队，布莱恩从鼓手转为键盘手。乐队和威廉的一个叫Max的鼓手朋友合作过一段时间，但此人并不可靠，乐队因此使用过一段时间的电子鼓。这段时间乐队一直在互联网上发布招募鼓手的广告，之后他们遇见了卡皮尔·特里维迪（Kapil Trived）。与其他成员不同的是，卡皮尔并不是Eel Pie岛的本地人，而是来自温布利，他从自己的爵士鼓老师那里了解到这个乐队。在此期间，神秘喷气机的创作风格受到了霍尔与奥兹、西德·巴雷特和平克·弗洛伊德的影响。乐队的吉他手威廉·里斯曾经表示自己受到过罗伯特·弗里普，艾德里安·贝鲁，吉米·亨德里克斯以及大卫·鲍伊等人作品的启发。在他们于Eel Pie岛上的一系列演出得到成功后，他们获得了广泛的关注，并被人们称为是“白色十字的复兴”（The White Cross Revival）。

### 专辑Making Dens与Zootime（2005年－2006年）
很快，年轻制作人便重制了乐队在Eel Pie岛上的EP。神秘喷射机随后参与了位于Eel Pie岛上数个手续不当的集会，并在被警方叫停之前吸引了大量的社会关注。很快，他们与唱片公司679 Recordings签约。2005年他们发行了数首单曲，同时第一次登上了英国的付费电视频道MTV Two的每周新星节目。2006年年初乐队发行了建立以来最受欢迎的单曲The Boy Who Ran Away，并在NME Awards Tour排行榜上占据了一席之地，并且初次登上由BBC制作的音乐节目“Top of the Pops”。
乐队的首张专辑Making Dens于2006年3月6日发行。2009年9月18日，乐队举办了一场致敬西德·巴雷特的演出，这是他们影响力最大的一场演出。这场演出在伦敦伊斯灵顿的教堂举行。这一演出受到了当时人们的广泛关注，并深获好评。
2006年11月，乐队在自己的MySpace网页上发行Umbrellahead / Half In Love With Elizabet。这两首歌由DJ艾罗·阿尔坎制作，本打算将其收录进新EP中，但最终没有付诸实行。2007年一年内，乐队创作了很多首新歌曲，比如Hand Me Down、Pink Elephant（后被更名为Veiled In Grey）Undercover Lover（后被更名为Hideaway），并且这三首歌最后都被收录进乐队专辑Twenty One (Mystery Jets album)，并且在世界各地开办了演唱会。当他们的专辑Zootime（这张专辑收录了数首Making Dens中的曲目，以及一些此前发行的EP和单曲）于5月8日发售后，在美国的巡演大获成功。
随后，乐队成员亨利·哈里斯（乐队主唱布莱恩·哈里斯的父亲）决定不再跟随乐队继续演出，但他依然会积极的参与到乐队日常的录音与训练中。他依然参与创作歌曲，并且偶尔在舞台上露面。亨利接受采访时表示：“我依然是乐队的一员，我热爱这里。乐队为了一个确切的目标出发，尽管现在我不得不离开这里，但我非常享受乐队为之努力的过程。”

### 专辑Twenty One（2007年－2008年）

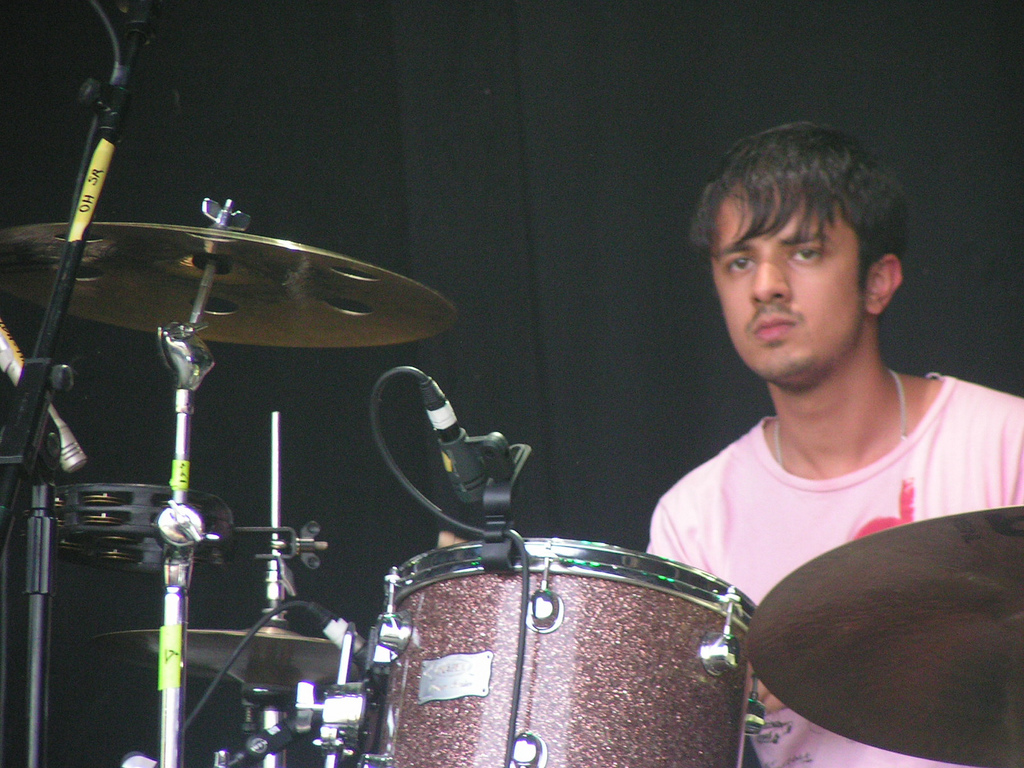
Kapil Trivedi in 2008

2007年年底，乐队在英国进行了一次小型的巡回演出，并且于当年圣诞节发行了自己的免费单曲Flakes。
2008年3月24日，乐队的第二张专辑Twenty One发行。知名DJ艾罗·阿尔坎参与了专辑创作，并且由新制作人尼克·劳内监制。乐队于该年三月十日发行了单曲Young Love，并且英国女歌手劳拉·曼宁合作，获得了一定的关注。该专辑的第二首单曲Two Doors Down一经面世，便取得了英国榜第24的好成绩，这也是到那时为止乐队的最好成绩。这张专辑代表了乐队风格的变化，曲风从迷幻摇滚逐渐向流行靠拢。
2008年6月8日，乐队受邀于RockNess音乐节上表演，吸引了超过35000名音乐爱好者，乐队的演出甚至被英国国家广播频道转播。
2008年，神秘喷射机成员、歌手杰里米·沃姆斯利与阿德姆·伊尔汉一起为公益组织Survival International的公益歌曲Grains of Sand献声，这首歌最后被收录进公益专辑Songs for Survival。

### 专辑Serotonin（2009年－2010年）
2009年1月，神秘喷射机结束了与679唱片公司的合作，转而与Rough Trade合作。他们也开始了新专辑的制作，并且继续巡演，于2010年8月在Reading and Leeds音乐节上演出。
2010年4月，神秘喷射机宣布将发行新专辑Serotonin。2010年7月5日新专辑正式发行。专辑最初暂定的名称为Luminescence 但是很快便被更换。乐队主唱布莱恩表示希望这张专辑能够成为乐队的代表作品。出于宣传目的，乐队将单曲Flash A Hungry Smile发布到互联网上供歌迷免费下载。专辑的第一首歌Dreaming Of Another World被收录进BBC Radio 1的2010年5月歌单。
7月5日，为宣传新专辑，神秘喷射机参与了Rough Trade East举办的室内活动。2010年，乐队客串了The Count & Sinden的原声带After Dark。

### 专辑Radlands（2011年－2013年）
2011年3月，乐队在SXSW音乐节上进行了秘密演出，随后乐队在德克萨斯州科罗拉多河边的一座房子里建立了新的录音室，用于新专辑制作。写歌与录音耗时将近两个月，录音工作即将结束的时候，乐队回到了英国参加夏季音乐节。乐队最终的成果便是原声带Radlands和Sister Everett。九月初，布莱恩前往加利福尼亚州去寻找新歌的灵感。2011年11月22日，神秘喷射机宣布将于2012年4月发行新专辑，同时于5月进行巡演。2012年4月3日，就在新专辑Radlands (album)发行前夕，有消息称乐队的成员凯·菲什将要离开乐队，其位置将由彼得·科克伦代替。

### 专辑Curve of the Earth（2016年）
2014年9月30日，神秘喷射机作为特邀嘉宾参加了在巴比肯艺术中心举办的演出，一起参加演出的还有Johnny Flynn & The Sussex Wit、Marika Hackman、Dry The River以及劳拉·曼宁。随后在乐队官网上，布莱恩·哈里森表示乐队已经于一个前纽扣工厂上建立了新的录音室，同时他还宣布了一位新成员杰克·弗拉纳根的加入。
2015年10月20日，乐队放出了预告片，片中宣布他们将发行自己的第15张专辑Curve of the Earth。2016年1月15日，专辑正式上线。

### 专辑A Billion Heartbeats（2019年－2020年）
2019年8月，乐队宣布他们的新专辑A Billion Heartbeats即将发行。 根据音乐杂志Clash报道，这张专辑的灵感来源于近期在英国爆发的大规模游行抗议活动，以及英国年轻人对政治不断地关注。乐队预计于2019年9月发行专辑, 但是由于布莱恩·哈里森受到恶疾感染而进行手术，最终不得不推迟发行。2020年1月4日，乐队的元老，建立人之一的吉他手威廉·里斯发布消息称自己退出了乐队活动。

## 成员
- 布莱恩·哈里森：人声、键盘、吉他
- 卡皮尔·特里维迪：鼓
- 亨利·哈里森：键盘、吉他
- 杰克·弗拉纳根：贝斯

### 前成员
- 塔玛拉·皮尔斯-希金斯：人声、键盘（1996年－2002年）
- 威廉·里斯：人声、吉他（1996年－2020年）
- 凯·菲什：人声、贝斯（2001年－2012年）
- 皮特·科克伦：贝斯（2012年－2014年）
- 马特·帕克：电吉他（2012年－2014年）

## 作品目录

### 录音室专辑
| 年份 | 专辑名                                                                           | 最高排名 | 最高排名 |
| 年份 | 专辑名                                                                           | UK       | SCO      |
| ---- | -------------------------------------------------------------------------------- | -------- | -------- |
| 2006 | Making Dens - 发行日期：2006年3月6日 - 唱片公司：679 Recordings                  | 32       | 34       |
| 2007 | Zootime - 发行日期：2007年8月5日 - 唱片公司：Dim Mak Records - 只发行于美国      | —        | —        |
| 2008 | Twenty One - 发行日期：2008年3月24日 - 唱片公司：679 Recordings                  | 42       | 96       |
| 2010 | Serotonin - 发行日期：2010年7月5日 - 唱片公司：Rough Trade                       | 42       | —        |
| 2012 | Radlands - 发行日期：2012年4月30日 - 唱片公司：Rough Trade                       | 40       | 74       |
| 2016 | Curve of the Earth - 发行日期：2016年1月15日 - 唱片公司：Caroline International  | 30       | 67       |
| 2020 | A Billion Heartbeats - 发行日期：2020年3月3日 - 唱片公司：Caroline International | -        | -        |

#### EPs
- Eel Pie Island（2003年）
- Flotsam and Jetsam EP（2006年5月9日，679唱片公司（英语：679 Recordings））
- Diamonds in the Dark（2009年9月4日，679唱片公司（英语：679 Recordings））
- The Whole Earth（2016年9月16日）
- Electronic Earth（2017年6月9日，Caroline International唱片公司）[32]

### 单曲
| 年份                      | 单曲名                                                    | 最高排名 | 最高排名 | 最高排名 | 最高排名 | 专辑                 |
| 年份                      | 单曲名                                                    | UK       | EUR      | MEX      | SCO      | 专辑                 |
| ------------------------- | --------------------------------------------------------- | -------- | -------- | -------- | -------- | -------------------- |
| 2005                      | Zoo Time                                                  | —        | —        | —        | —        | Making Dens          |
| 2005                      | On My Feet [A]                                            | —        | —        | —        | —        | Making Dens          |
| 2005                      | You Can't Fool Me Dennis                                  | 44       | —        | —        | 40       | Making Dens          |
| 2005                      | Alas Agnes                                                | 34       | 100      | —        | 35       | Making Dens          |
| 2006                      | The Boy Who Ran Away                                      | 23       | 83       | —        | 27       | Making Dens          |
| 2006                      | You Can't Fool Me Dennis (re-release)                     | 41       | —        | —        | 29       | Making Dens          |
| 2006                      | Diamonds in the Dark                                      | 47       | —        | —        | 37       | Making Dens          |
| 2008                      | Young Lovefeaturing Laura Marling                         | 34       | 99       | —        | 19       | Twenty-One           |
| 2008                      | Two Doors Down                                            | 24       | 74       | —        | 25       | Twenty-One           |
| 2008                      | Half in Love with Elizabeth                               | 107      | —        | —        | 35       | Twenty-One           |
| 2010                      | Dreaming of Another World                                 | —        | —        | —        | —        | Serotonin            |
| 2010                      | Show Me the Light                                         | —        | —        | —        | —        | Serotonin            |
| 2010                      | After Dark(The Count & Sinden featuring The Mystery Jets) | 47       | —        | —        | 46       | Mega Mega Mega       |
| 2011                      | Serotonin                                                 | —        | —        | —        | —        | Serotonin            |
| 2012                      | Someone Purer                                             | —        | —        | —        | —        | Radlands             |
| 2012                      | Greatest Hits                                             | —        | —        | 42       | —        | Radlands             |
| 2015                      | Telomere"                                                 | —        | —        | —        | —        | Curve of the Earth   |
| 2016                      | Bubblegum                                                 | —        | —        | —        | —        | Curve of the Earth   |
| 2019                      | Hospital Radio                                            | —        | —        | —        | —        | A Billion Heartbeats |
| 2019                      | Screwdriver                                               | —        | —        | —        | —        | A Billion Heartbeats |
| 2019                      | History Has It's Eyes On You                              | —        | —        | —        | —        | A Billion Heartbeats |
| 2019                      | Wrong Side Of The Tracks                                  | —        | —        | —        | —        | A Billion Heartbeats |
| 2020                      | Petty Drone                                               | —        | —        | —        | —        | A Billion Heartbeats |
| “—”表示未入榜或尚未发行。 |                                                           |          |          |          |          |                      |

- A  - 尽管这首歌未真正收录在 Making Dens专辑之中, 但是这张原声带的以Summertime Dens为名是Making Dens的续作。

#### 小样
- Mystery Jets EP（自费，CD）
- Eel Pie Island（2004年自费，CD）
- Christmas Sessions（自费，CD）

## 外部連結
- 官方网站